# ذباب الفاكهة
ذباب الفاكهة أو فوق فصيلة ذباب تيفرايتويديا (الاسم العلمي: Tephritoidea) هو فيلق من الحشرات يتبع رتيبة القصيرات القرن من رتبة الذوات الجناحين.

## فصائل
- مستودكية

## أجناس
- المستودكة